# Microordinador

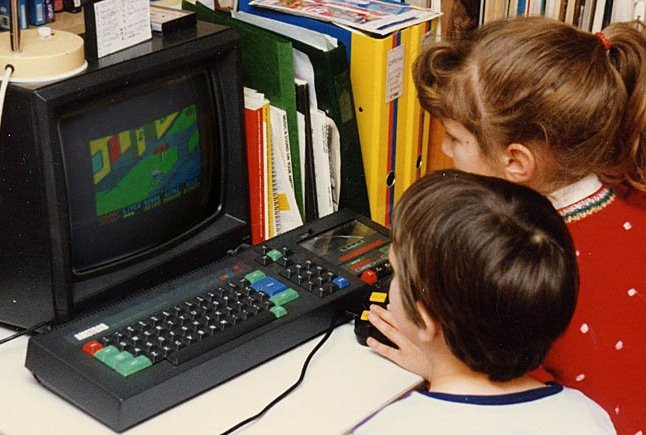
Nens que juguen a Paperboy en un Amstrad CPC 464 durant els anys 1980.

Un microordinador és qualsevol ordinador basat en un microprocessador, en contrast als miniordinadors o als super-ordinadors que generalment tenen (o almenys tenien) una estructura física anomenada mainframe en què hi muntaven la seva CPU. Encara que el terme hagi caigut en desús, avui dia tots els ordinadors domèstics o d'oficina són microordinadors.

## Història

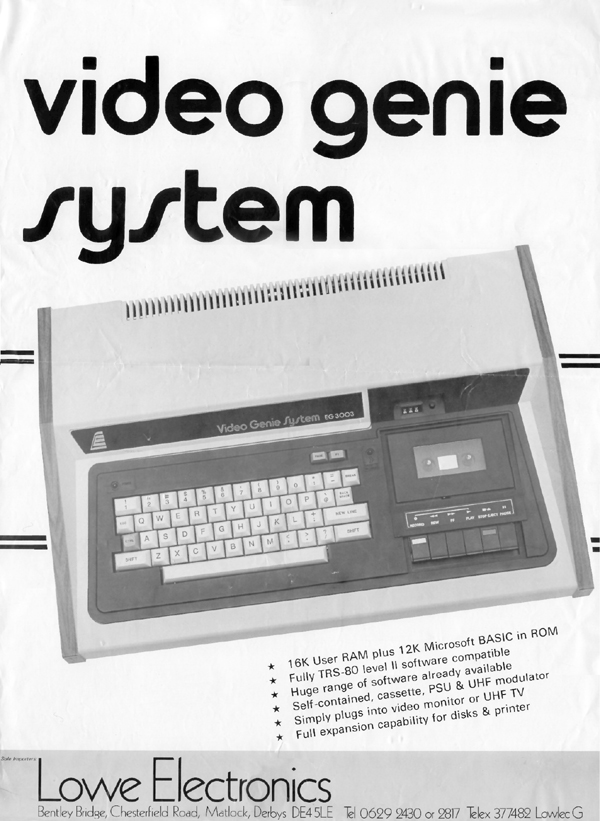
Un Video Genie EG3003 de 1980 en un anunci de l'època

Els microordinadors eren comprats per consumidors que els utilitzaven com a ordinadors personals accessibles, més versàtils que les consoles de videojoc. Aquests ordinadors habitualment costaven molt menys que els ordinadors de sobretaula utilitzats en les empreses, en treballs científics o orientats a l'enginyeria del temps, i eren generalment menys potents en termes de memòria i capacitat d'expansió. Així i tot, un ordinador domèstic sovint tenia millors gràfics i so que els ordinadors personals de les empreses. Normalment s'adquirien per a ser usats en entorns educatius, per a jocs, i per a usar processador de textos. Els anuncis dels primers ordinadors domèstics destacaven les possibilitats que tenien en utilitzar-los a casa, des de la catalogació de receptes fins a finances personals o automació domèstica, però, a la pràctica, hom usava rarament aquestes aplicacions perquè normalment exigien que l'usuari sabés programació; un compromís de temps significatiu que molt pocs estaven disposats a dedicar. Tanmateix, per a molts, l'ordinador domèstic oferia la primera possibilitat d'aprendre a programar.
L'ordinador domèstic es va tornar assequible per al públic general a causa de la producció en sèrie del microprocessador. Els primers microordinadors tenien un plafó amb interruptors d'entrada de dades i llums intermitents per controlar i per indicar l'estatus de sistema intern i sovint venien en forma de kit. D'altra banda, els microordinadors estaven dissenyats per ser utilitzats pel consumidor mitjà, no necessàriament per un expert en electrònica. Aquestes màquines ja estaven muntades amb anterioritat, amb el teclat i els complements perifèrics endollats, com monitors, reproductor de cassets, joysticks, i (posteriorment) disqueteres. Normalment, el fabricant proporcionava tots els perifèrics afegits a qualsevol sistema, que representaven accessoris amb costos extres. Sovint, els perifèrics no eren intercanviables entre les diferents marques d'ordinadors domèstics; o, de vegades, fins i tot entre successius models de la mateixa marca.
Normalment un ordinador domèstic duia una versió del llenguatge de programació BASIC en la memòria ROM. Per estalviar el cost d'un monitor en especial, l'ordinador domèstic sovint havia d'anar connectat al televisor, com a monitor de vídeo i cadena de so; es connectava directament o a través d'un modulador-RF.
Actualment, els ordinadors s'utilitzen a casa més que mai, i la línia entre un ordinador de negoci i un de domèstic s'ha difuminat, ja que utilitzen el mateix sistema operatiu, arquitectura de processadors i perifèrics.

## Desenvolupament

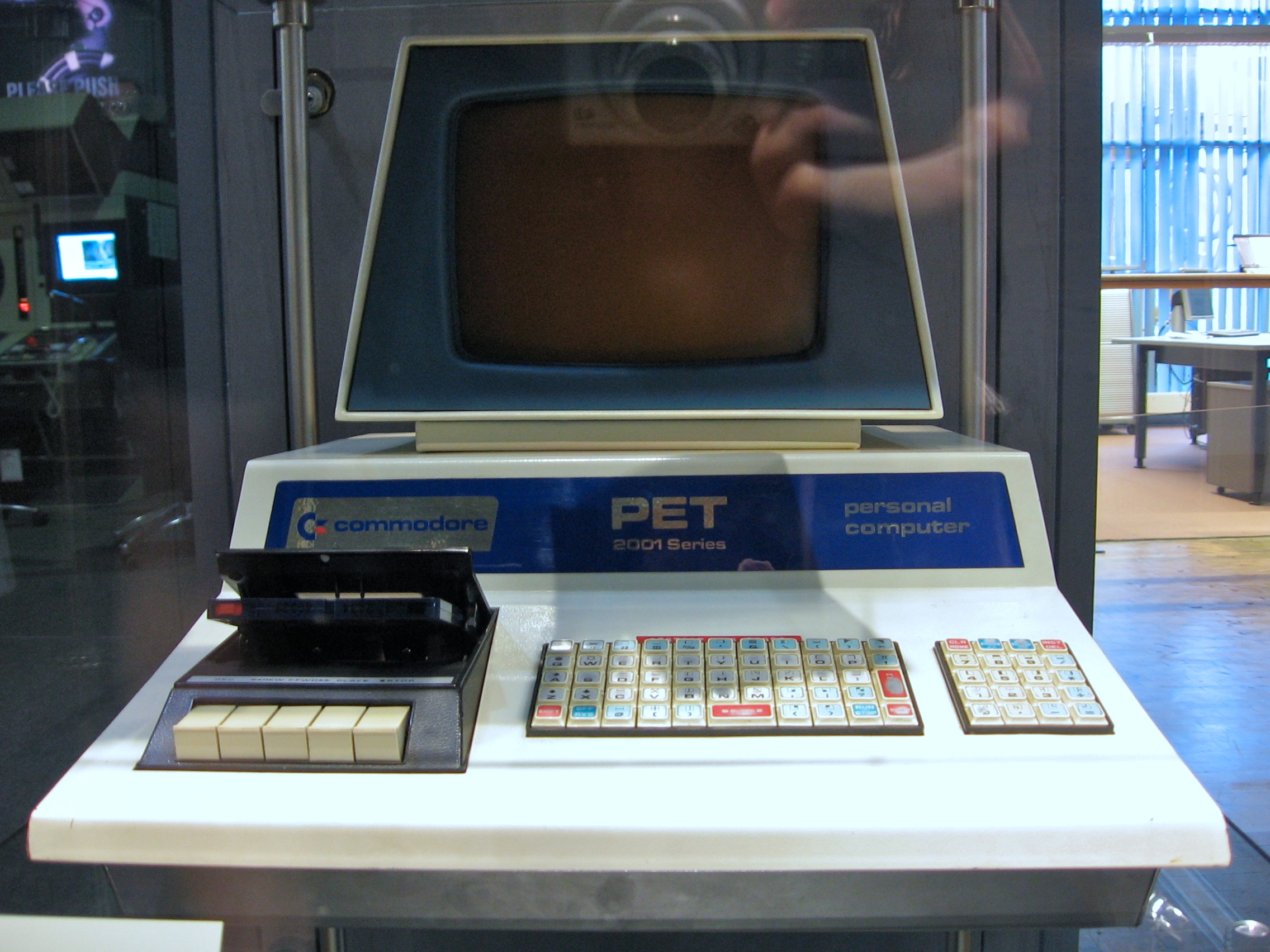
El «Commodore PET» comercialitzat el 1977. Aquest model es caracteritza per tenir un Datassette adossat a la seva carcassa.

El 1977, després de l'èxit de sistemes com RadioShack TRS-80, Commodore PET i Apple II, durant els últims anys de la dècada del 1970 i principis dels 1980 començaren a aparèixer tota mena de màquines noves. Es vengueren moltes unitats d'ordinadors domèstics, de marques comercials com BBC Micro, Sinclair ZX Spectrum, Atari 800XL i Commodore 64, tots ells atrets pel desenvolupament de programari existent, especialment d'altres companyies especialitzades.
Els microordinadors barats competien amb consoles de videojoc. Els mercats no estaven ben diferenciats, ja que els dos es podien utilitzar per a jugar. Una tàctica comuna de màrqueting era mostrar programari educatiu, processament de textos, full de càlcul i unes altres aplicacions d'un determinat sistema informàtic i, al costat, una consola de jocs, per emfasitzar l'habilitat més gran de l'ordinador i mostrar-lo amb programes creats per a l'usuari, mentre la consola de joc mostrava una pantalla en blanc o continuava jugant al mateix joc repetitiu.
Els llibres estaven disponibles per a la majoria dels models de microordinadors amb títols com Programas comentados de Basic Básico o Curso de informática: introducción al BASIC, i eren un mitjà popular tant d'aprenentatge per programar com de distribució de programari. Algunes consoles de videojoc oferien «paquets de programació», que consistien en una versió de BASIC dins un cartutx de memòria ROM. Per a la consola de Coleco ColecoVision fins i tot anunciava un mòdul d'expansió que l'hauria de convertir en un sistema informàtic de ple dret; tot i així, això mai no s'arribava a materialitzar, i en canvi el Coleco Adam se seguia anunciant. Durant els anys més dinàmics del mercat informàtic domèstic, es produïren molts models, generalment sense tenir pràcticament cap interès en la compatibilitat entre els diferents fabricants, o fins i tot dins les mateixes línies de productes d'un mateix fabricant. No existia el concepte d'una plataforma informàtica, excepte quan més tard va aparèixer la norma del MSX japonès.
La introducció de l'IBM Personal Computer l'agost de 1981 conduiria finalment a l'estandardització dels ordinadors personals, en gran part a causa de l'arquitectura oberta del sistema, que fomentava la producció de «clònics». Mentre que l'Apple II seria ràpidament desplaçat per l'IBM PC per a l'ús d'oficina, el 1984, l'aparició de l'«Apple Macintosh» produït per Apple Computer creà un nou model d'ordinador domèstic que finalment també imitarien els ordinadors compatibles (PC) d'IBM.
El cost decreixent dels «ordinadors personals» compatibles d'IBM, i els gràfics, el so i les capacitats d'emmagatzematge que, en gran manera, es milloraren en les consoles de videojoc, provocà que durant els primers anys de la dècada del 1990, als EUA i el Brasil, desapareguessin del segment de mercat dels ordinadors domèstics. A Europa, l'ordinador domèstic sostingué una presència clara durant uns quants anys més, amb els models d'Amiga i Atari que eren les marques dominants.
Posteriorment, un ordinador adquirit per a l'ús a casa o en qualsevol altre lloc, ja serà molt similar a aquells que utilitzaven en oficines: són aparells fets pels mateixos fabricants, amb un sistema operatiu, programari d'aplicacions, i perifèrics compatibles.

## Tecnologia

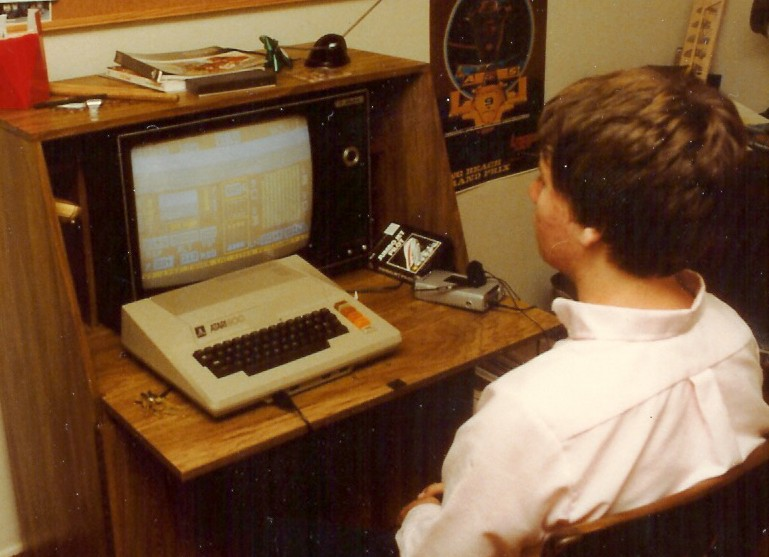
Atari 800 amb un televisor com a monitor (1985).

En aparença, molts ordinadors domèstics eren similars. Tots tenien un teclat integrat a la CPU; de vegades, els primers anys, alguns es venien amb un teclat de goma barat, encara que ben aviat els teclats mecànics foren universals a causa de l'aclaparadora preferència dels consumidors per aquest tipus de complement. La majoria dels sistemes podien utilitzar un modulador de RF per mostrar entre 20 i 40 columnes de text en un aparell de televisió.
L'ús d'un televisor com a monitor gairebé defineix els ordinadors domèstics pre-PC. Encara que els monitors específics ja estaven disponibles per aquest segment del mercat, sovint era una adquisició posterior del consumidor feta després per als usuaris que haguessin comprat una disquetera, una impressora, un mòdem i altres complements d'un sistema dotat dels perifèrics necessaris. Aquesta focalització de «perifèrics venuts separadament» és una altra característica que defineix els ordinadors domèstics. Molts compradors principiants que portaven un sistema C-64 bàsic, aviat descobriren que els calia adquirir una disquetera o datassette abans que en poguessin fer un bon ús com a ordinador personal, i no sols com a consola de joc.
Durant la primera part dels anys 80, els microordinadors es basaven principalment en tecnologia de microprocessadors de 8 bits; els referents eren el MOS Technology 6502 o el Zilog Z80. Una excepció notable era la sèrie TI-99, anunciada el 1979 amb una CPU TMS9900 de 16 bits.
Les freqüència de rellotge dels processadors habitualment se situaven entre 1 i 2 MHz per a sistemes basats en processadors 6502 i 2 i 4 MHz per a sistemes basats en CPUs Z80. Tot i així, aquest aspecte del rendiment d'un aparell no era el més important per als usuaris o els fabricants; es prioritzaven la capacitat limitada de memòria d'accés aleatori dels sistemes, les capacitats de gràfics i les opcions d'emmagatzematge. La freqüència de funcionament de rellotges es considerava un detall tècnic d'interès només per a usuaris que necessitaven un cronometratge acurat. Per estalviar el cost del component, el mateix cristall utilitzat per produir senyals compatibles del televisor en color sovint es procurava que se'n dividís la freqüència i s'utilitzava per al rellotge de processadors. Això significava que els processadors rarament operaven en la seva plena capacitat, i tenia l'efecte col·lateral que les versions europees i nord-americanes del mateix ordinador domèstic operaven a freqüències i resolucions de vídeo una mica diferents a causa de normes de televisió diferents.

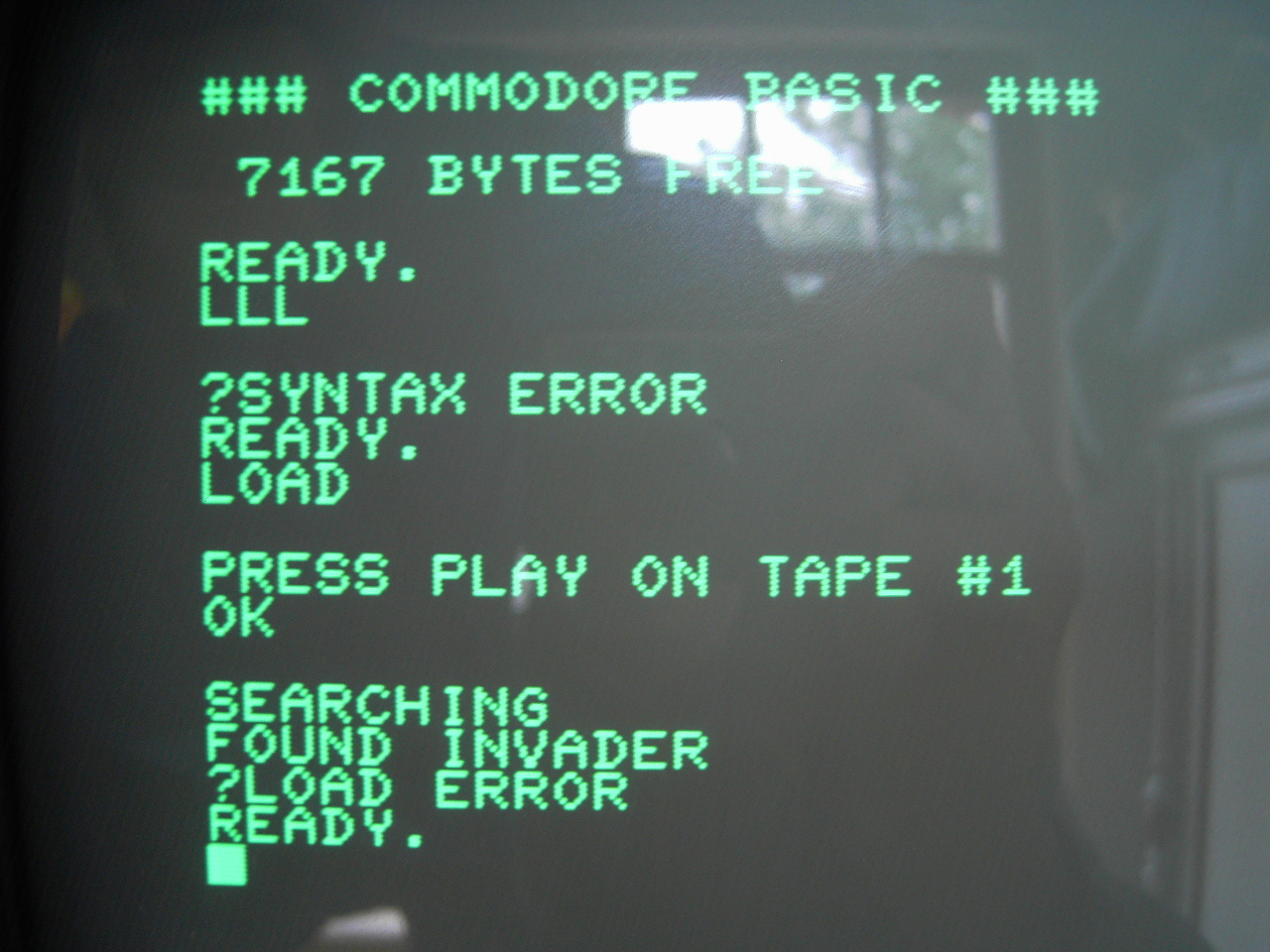
Pantalla del Commodore PET, demostrant la temptativa (frustrada) de carregar el joc Space Invaders mitjancant el «Datassette» (TAPE #1).

Molts ordinadors domèstics, a la primeri, utilitzaven els serveis complementaris dels reproductors de cassets com a mecanisme d'emmagatzematge. La majoria part de les aplicacions en casset eren ni notòriament lentes i de poca confiança, però les disqueteres dels microordinadors de les empreses eren cares i, al començament de l'era de la informàtica domèstica, s'utilitzaven disquets de 8 polzades. Cap a final dels anys 80, amb l'augment en vendes de microordinadors, baixaren els preus i aparegué la producció en sèrie de disqueteres de 5,25" que reduïen els costos.
Les disqueteres de 5,25" es convertirien en l'estàndard de la indústria. Més endavant, les disqueteres de 3,5" estarien disponibles per a molts sistemes. Tot i que la major part del programari per als ordinadors domèstics venien en disquets de 5,25", tanmateix, els disquets de 3,5" s'utilitzaven per a l'arxivament de dades. No era habitual l'estandardització dels formats dels disquets; de vegades, fins i tot models diferents del mateix fabricant utilitzaven formats de disquets diferents. Es desenvoluparen diversos sistemes de protecció de còpia per a disquets però molts es trencaven de seguida, i molts usuaris només els toleraven per a jocs. Com que els problemes per ús de disquets es convertí en un assumpte significatiu dins d'un sistema totalment ja basat en els disquets, es veia molt necessari tenir una còpia de seguretat de les aplicacions més importants. Els programes de còpia que anunciaven la seva capacitat per copiar o fins i tot treure esquemes de protecció van ser habituals; formaren una categoria comuna del programari utilitari.
Per contrast amb els ordinadors d'avui en dia, els microordinadors generalment emmagatzemaven el sistema operatiu (SO) en xips de memòria ROM. Això feia que s'inicialitzessin molt de pressa –en tan sols uns quants segons–, però era difícil o impossible fer-ne millores sense comprar una unitat nova. Normalment només les avaries més severes se solucionaven produint ROMs noves que servien per reemplaçar les velles, a compte del client. La interfície d'usuari era normalment només un intèrpret BASIC acoblat a un editor de pantalla o de línia en mode caràcter, amb aplicacions que realitzen totes les altres obligacions del mateix sistema operatiu. Durant els anys 80, com la funció multitasca no va ser comuna fins anys més tard, aquesta manca de suport d'API no força general. Els programes d'aplicació normalment accedien al maquinari per realitzar directament una tasca específica, sovint «intercanviant» el sistema operatiu basat en memòria ROM per alliberar l'espai que ocupava i maximitzar la capacitat de memòria d'accés aleatori. En un reflex durador de la seva primera natura orientada al casset, la majoria dels microordinadors carregaven el seu sistema operatiu de disc (DOS) separadament del SO principal. El DOS només s'utilitzava per enviar ordres a la disquetera i no es necessitava carregar per executar unes altres funcions de computació. Una excepció notable era Commodore, les disqueteres del qual de fet contenien un processador 6502 i el Commodore DOS en memòria ROM. Molts microordinadors també tenien una interfície de cartutxos que acceptava programari basat en la memòria ROM. Això s'utilitzava ocasionalment per a l'expansió o les millores com carregadors («loaders») ràpids, i aplicacions en cartutx ja existien, però la gran majoria de cartutxos eren jocs.
A partir de 1985, el mercat informàtic domèstic de gran capacitat va començar a ser dominat per una nova generació de microordinadors que utilitzaven el processador Motorola 68000 de 16 bits, el qual ajudava a fer possible tot el potencial de la sèrie Commodore Amiga i Atari. Les freqüències de rellotges en aquests sistemes eren aproximadament de 8 MHz, amb capacitats de RAM que anaven des dels 256 KB per al sistema Amiga 1000 bàsic, fins als 1.024 KB (1 megabyte), de l'Atari 1040 ST. Les màquines Amiga i Atari ST tenien GUIs inspirats per l'Apple Macintosh, però a un preu de 2.495 US$, equivalents a uns 5.000 US$ de 2007.

## La «revolució» dels microordinadors

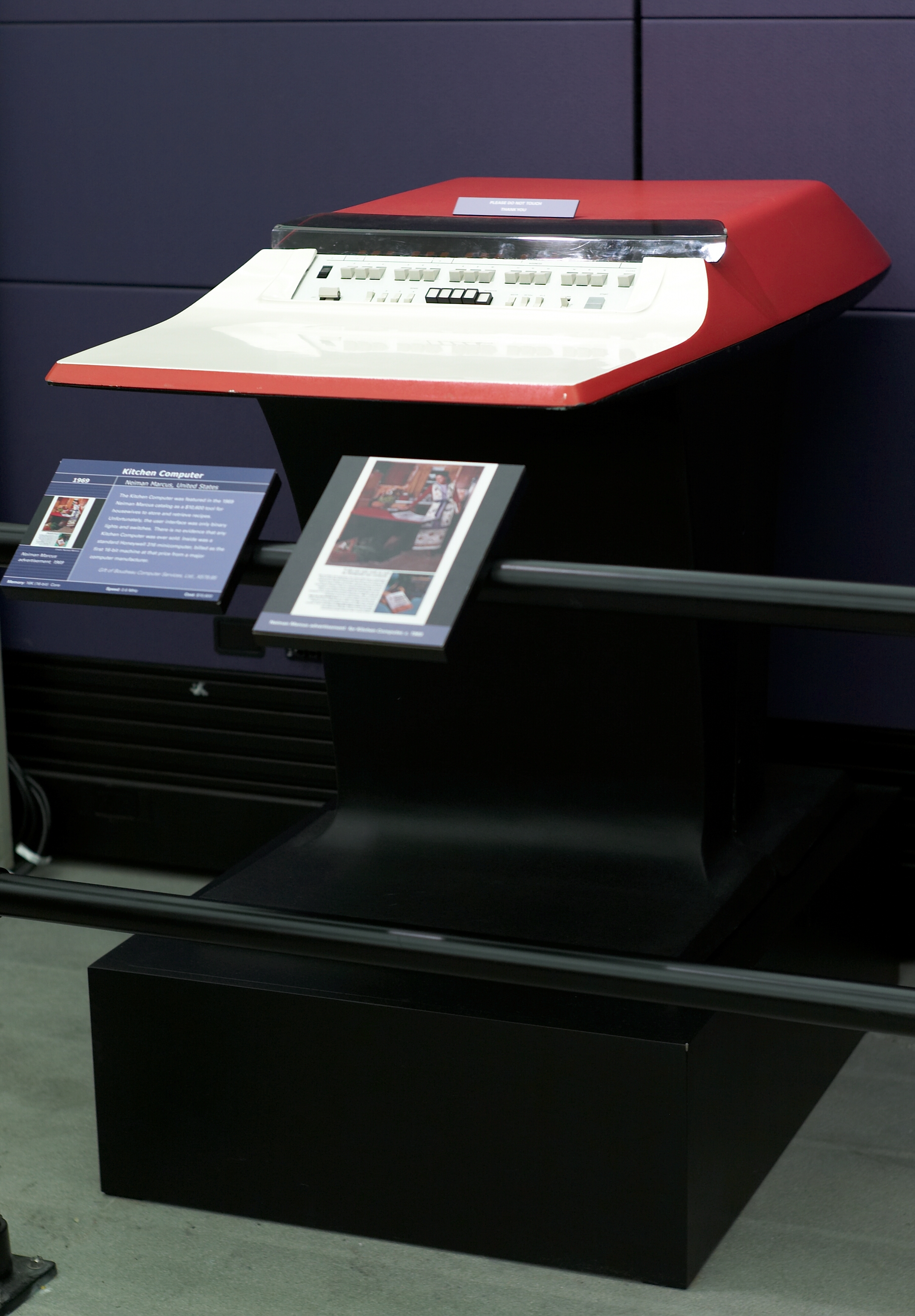
El Honeywell Kitchen Computer (o H316) del 1969: una minicomputadora de 10.600 US$ suggerida com un improbable utensili domèstic per a dones de casa interessades en l'emmagatzematge de les seves receptes en un dispositiu d'alta tecnologia. Mai no va vendre ni una unitat per a aquest fi.

Entre 1977 i 1983, era fàcil de preveure que els ordinadors no tardarien a revolucionar molts aspectes de la vida domèstica i familiar, de la mateixa manera que havien transformat les pràctiques comercials al llarg de les dècades anteriors. Segons la propaganda de l'època, es pensava que les mestresses de casa tindrien llibres de receptes emmagatzemats en bancs de dades a l'«ordinador de la cuina» i consultarien bases de dades mèdiques per obtenir ajuda en la cura dels fills, els pares usarien l'ordinador de la família per administrar el pressupost domèstic i controlarien el manteniment de l'automòbil (aparentment, no es preveia cap canvi per als papers de gènere tradicionals). Els nens usarien enciclopèdies emmagatzemades en disquets per fer treballs escolars i es tornarien uns grans usuaris de videojocs. Usant algun tipus de tecnologia informàtica, la televisió havia de ser interactiva. L'esmorzar serà preparat automàticament sota control de l'ordinador. El mateix ordinador controlaria la il·luminació i la temperatura de la casa. Els robots eliminaran les escombraries i estarien programats per a la realització de noves tasques controlats per l'ordinador domèstic. Com a primers dels 80 els béns electrònics eren cars, es pensava que a cada casa hi hauria un únic ordinador per a l'ús de tota la família, amb interfícies per als diversos dispositius que hagués de controlar. L'automatització domèstica faria realitat el model de la casa intel·ligent dels anys 1980:
| «                                      | El bé domèstic més important el 2008 és l'ordinador. Aquests cervells electrònics ho governen tot, de la preparació de les refaccions i el despertar dels residents a la confecció de llistes de compres i control dels comptes bancaris. Sensors en estris de cuina, unitats de climatització, equips de comunicació, fonts d'energia i altres electrodomèstics avisaran l'ordinador quan un error sigui imminent. Un tècnic vindrà abans fins i tot que qualsevol fallada òbvia s'esdevingui. Els ordinadors també faran reserves de passatges, retransmetran missatges telefònics, duran el control d'aniversaris i dates festives, faran càlculs d'impostos i fins i tot anticiparan el valor probable dels comptes mensuals d'electricitat, aigua, telèfon i altres serveis. No totes les famílies disposaran d'un ordinador propi. Moltes famílies reservaran temps en un ordinador local o regional que atengui les seves necessitats. La màquina farà el càlcul dels serveis per prestar i presentarà una factura, de la mateixa manera que es fa amb altres serveis. | » |
| — James R. Berry. Mechanix Illustrated | |   |

La previsió és que tot això esdevingués comú en algun moment abans del final de la dècada de 1980, però tots els aspectes de la revolució prevista o no van poder-se realitzar o van ser postergats. A l'època, els ordinadors disponibles per als consumidors no eren prou potents per a realitzar, si més no, una única de les tasques exigides per complir aquesta visió; menys factible era poder fer totes les accions simultàniament. Els microordinadors de principis dels anys 1980 no eren capaços de realitzar processament multitasca. I encara que haguessin pogut, les seves capacitats de memòria eren reduïdes per emmagatzemar gran bancs de dades o registres financers extensius. L'emmagatzemament basat en disquets era inadequat, tant en capacitat com en velocitat per competir amb un entorn multimèdia. D'altra banda, els sistemes gràfics vigents només podien exhibir imatges «quadrades» i poc realistes, a l'altre costat d'un text sense nitidesa i «dentat». En poc temps, els usuaris d'ordinadors havien passat a ser vistos com a «geeks», «nerds» o pitjor encara, com a «furoners». El «crash» del mercat nord-americà de videojocs del 1983, va fer que molts perdessin la confiança en la tecnologia dels ordinadors domèstics. Les màquines que havien estat comprades per a ús de tota la família, havien acabat oblidades en armaris o van ser relegades als soterranis o a les habitacions dels nens, on eren usades gairebé exclusivament per a jocs o, eventualment, per fer-los servir com a agendes.
Caldria que passessin prop de 10 anys perquè la tecnologia madurés, perquè la interfície gràfica d'usuari convertís l'ordinador en un aparell "amistós" per als usuaris sense coneixement tècnics, i perquè Internet subministrés una raó convincent perquè la majoria de gent desitgés tenir un ordinador a casa. Aspectes previstos per la revolució van ser deixats de costat o van ser modificats en funció d'una realitat emergent. El cost dels béns electrònics va anar caient de manera i avui moltes famílies tenen un ordinador per a cada membre de la família, un portàtil que acompanya la mare en seves activitats, un ordinador de butxaca per al pare, i els infants compartint un altre ordinador de sobretaula. Enciclopèdies, llibres de receptes i bancs de dades mèdiques són accessibles en línia i amb accés a través d'internet, sense haver-los d'emmagatzemar en disquets o discos CD-ROMs. La televisió encara ha d'incrementar el seu potencial d'interactivitat i, en comptes d'això, la web ha evolucionat de manera paral·lela i podria, fins i tot, arribar a substituir-la algun dia. Encara el 2008, els robots estan tot just començant a causar algun impacte en l'àmbit domèstic, amb models com el Roomba i Aibo liderant l'avantguarda.
Aquest retard no ha anat desfasat amb altres noves tecnologies dirigides a un públic poc preparat. Els primers conductors solien ser ridiculitzats amb el crit d'«arregli un cavall!» fins que l'automòbil va funcionar correctament. La televisió s'esllanguia durant dècades en laboratoris de recerca abans que es comencessin a fer transmissions públiques regulars. I en un exemple del canvi de l'ús d'una tecnologia, abans de la invenció de la ràdio, el telèfon es va arribar a fer servir en la distribució de contingut, com per exemple en transmissions d'òpera i informes de notícies, els signants del qual eren denunciats com «persones analfabetes, cegues, malaltes i mandroses de manera incurable». Igualment, l'acceptació dels ordinadors en la vida moderna és un producte del refinament continu, tant de la tecnologia com de la percepció del producte.

## Ús modern

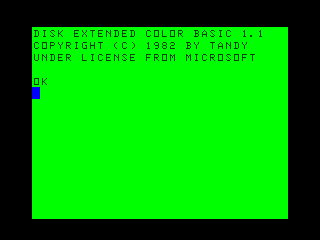
Pantalla de l'emulador MESS: el Disk Extended Color Basic carregat a un microordinador CoCo 2 virtual

Els ordinadors domèstics i d'empresa actuals són microordinadors de la família del PC, basats generalment en la família de processadors x86 d'Intel (altres, com els powerPC estan basats en processadors ARM). Com que els PCs compatibles han saturat el mercat i ja no existeix cap altre tipus d'ordinador comercial que ofereixi el mateix nivell de prestacions, el terme microordinador ha estat substituït pel de PC o simplement ordinador. A més a més la tendència actual resideix en els portàtils, que efectuen les mateixes tasques que un ordinador d'escriptori amb prestacions similars i que donen una gran llibertat de moviment al seu usuari.
En alguns llocs, determinats microordinadors antics han estat o encara estan efectuant tasques de responsabilitat. Un exemple són els Commodore Amiga que la NASA usava fins al 2003/2004 per calcular les trajectòries dels llançaments, o l'Amiga que ha estat regulant el sistema de calefacció i d'aire condicionat d'uns col·legis des de fa trenta anys. Alguns cops és degut al fet que els seus propietaris intenten evitar una regressió de software, altres és perquè el sistema seria massa car de reemplaçar per complet; finalment hi ha gent que els manté en funcionament per motius sentimentals.
Donat que molts microordinadors antics ja no funcionen o han desaparegut (entenent desaparició com a destrucció o pèrdua), és popular entre els admiradors «recrear» virtualment aquestes màquines, els seus entorns i títols de programari més populars mitjançant l'emulació. Un dels emuladors més coneguts és el MESS, que permet emular uns 2100 sistemes diferents fins a la data.
Els sistemes més emulats són Commodore PET, Commodore VIC-20, Commodore 64, Commodore 128, Commodore Amiga, Amstrad CPC, Sinclair ZX80, Sinclair ZX81, Sinclair ZX Spectrum, sistemes MSX, Atari 400, Atari 800, Atari ST, Acorn Electron, TRS-80, Apple I, Apple II i Apple Macintosh.
La «retrocomputació» guanya popularitat, amb molts entusiastes que usen màquines antigues com el Commodore 64 per fer tasques modernes com poden ser navegar en la web i usar el correu electrònic. El C64 també ha estat recreat amb recursos actualitzats com C-One i C64 Direct-to-TV, ambdues creacions de Jeri Ellsworth. Molts dels sistemes (sobretot els de la generació dels 8 bits) s'han convertit en peces de col·leccionista. Sovint les col·leccions es converteixen en museus i es presenten a llocs web.

## Ordinadors domèstics notables

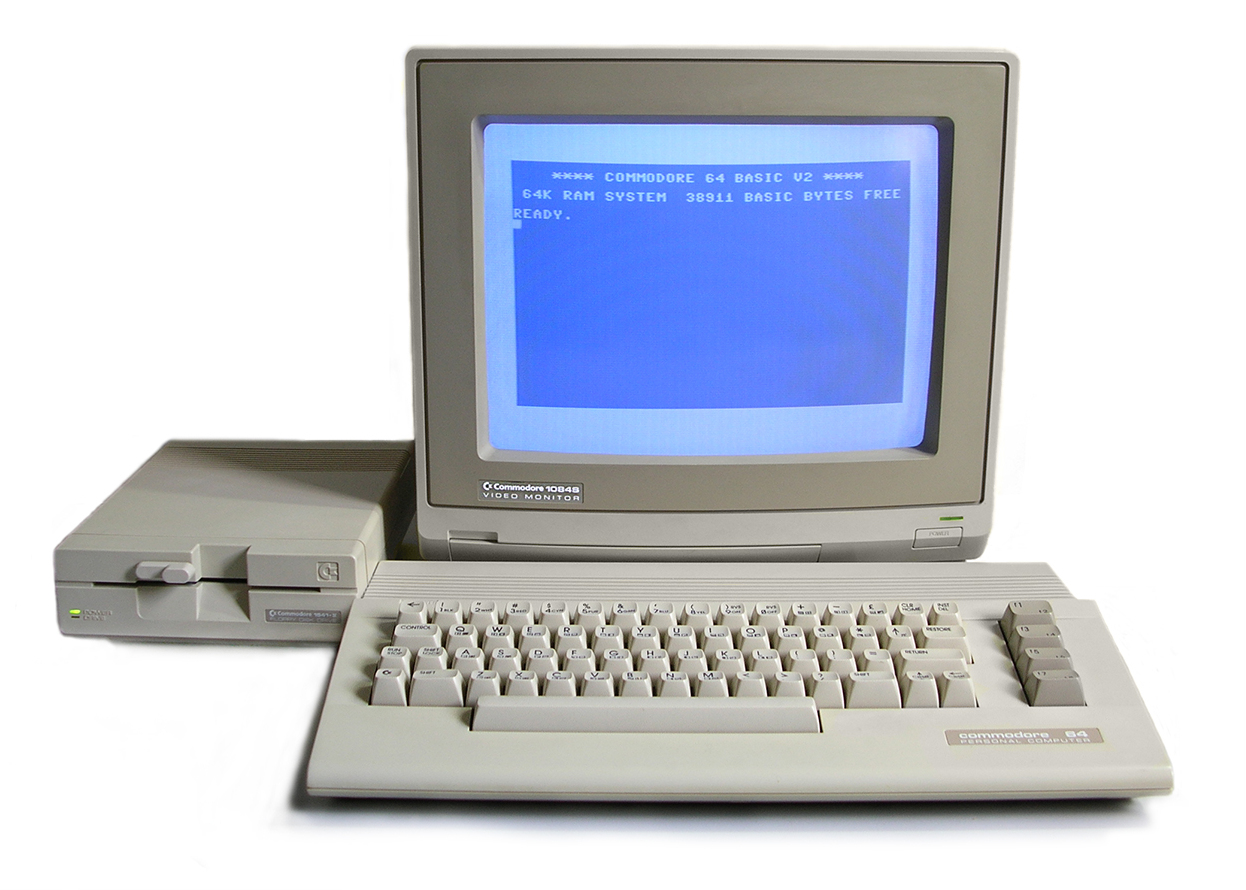
Un sistema Commodore 64c, mostrant el traçat bàsic d'un sistema de microordinador típic de l'era. La fotografia mostra el CPU/unitat de teclat, disquetera i monitor en color dedicat. Molts sistemes també van tenir una impressora per fer possible la sortida en paper.

Fins al 1985, els ordinadors domèstics més notables dels EUA van ser el TRS-80 (1977), diversos models de la família Apple II (inaugurada el 1977), l'Atari 400/800 (1979) juntament amb seus successors 800XL i 130XE, el Commodore VIC-20 (1980) i el Commodore 64 (1982). El VIC va ser el primer ordinador a vendre més d'un milió d'unitats i el C64 encara és el model de microordinador més venut de tots els temps, amb més de 17 milions produïts abans de ser deixat de fabricar el 1994; una carrera de 12 anys en la qual la màquina va canviar molt poc.
A Europa, la situació va ser lleugerament diferent, ja que molts dels sistemes britànics comercialitzats, com el Sinclair ZX81, el ZX Spectrum i, posteriorment, l'Amstrad/Schneider CPC eren generalment molt més barats a Europa que els sistemes nord-americans, com els models Atari i Apple). A l'inrevés, també era cert que sistemes britànics populars com l'Spectrum, mai no varen triomfar als Estats Units; el desafortunat Timex Sinclair 2068 n'és una prova. Com a resultat, aquestes màquines britàniques van triomfar a Europa, amb el Commodore 64 (C64) com a única excepció notable, que va competir en la mateixa franja de preu que els aparells britànics. Fins a la introducció de l'IBM PC el 1981, microordinadors com els Apple II i TRS 80 també van ser bastant utilitzats en oficines.

### Llista de microodinadors
La llista següent relaciona molts dels més populars o significatius ordinadors domèstics de finals dels anys 1970 i de la dècada del 1980.
- Finals del 70

| Llançament       | Ordinador     | País o regió | Notes                                                                 |
| ---------------- | ------------- | ------------ | --------------------------------------------------------------------- |
| Juny de 1977     | Apple II      | EUA          | gràfics acolorits, vuit «slots» d'expansió                            |
| Agost de 1977    | TRS-80        | EUA          | primer ordinador domèstic per menys de 600 US$                        |
| Desembre de 1977 | Commodore PET | EUA          | primer ordinador totalment integrat: teclat, monitor i emmagatzematge |
| 1979             | Atari 400/800 | EUA          | primer ordinador amb xipset personalitzat i xip de vídeo programable  |

- Dècada del 1980

| Llançament     | Ordinador                  | País o regió | Notes |
| -------------- | -------------------------- | ------------ | --- |
| 1980           | Sinclair ZX80              | Regne Unit   | 99 £; primer ordinador popular de la història |
| 1980           | Commodore VIC-20           | EUA          | menys de 300 US$; primer ordinador del món a ultrapassar un milió d'unitats venudes                                                                                    |
| 1980           | TRS-80 Color Computer      | EUA          | processador Motorola 6809, sistema operatiu OS-9, multiusuari i multitasca                                                                                             |
| 1981           | Sinclair ZX81              | Regne Unit   | menys de 100 US$; va popularitzar l'ús d'ordinadors domèstics a l'Europa i el Brasil                                                                                   |
| Juny de 1981   | Texas Instruments TI-99/4A | EUA          | basat en el menys reeixit TI-99/4; primer ordinador a usar una CPU de 16 bits                                                                                          |
| Agost de 1981  | IBM PC                     | EUA          | la versió original de l'ordinador personal que va donar origen als «IBM-PC compatibles» i ha exterminat els ordinadors domèstics                                       |
| 1981           | BBC Micro                  | Regne Unit   | primer ordinador creat específicament per a educació al Regne Unit; BASIC avançat i diverses portes d'E/S                                                              |
| Abril de 1982  | ZX Spectrum                | Regne Unit   | un dels majors èxits de la indústria britànica; va ser clonat legalment i il·legalment en diversos països; a Rússia molts clons avançats continuen encara en producció |
| Agost de 1982  | Commodore 64               | EUA          | el model d'ordinador domèstic que més va vendre de tots els temps: més de 17 milions d'unitats                                                                         |
| 1983           | MSX                        | Japó         | un ordinador amb estàndards definits per l'ASCII Corporation i Microsoft, produït legalment en diversos països, fins i tot a Espanya, a partir de 1985                 |
| Gener de 1984  | Apple Macintosh            | EUA          | primer ordinador personal a usar extensivament ratolí i interfície gràfica; primer ordinador de 16/32 bits                                                             |
| 1984           | Amstrad CPC & Amstrad PCW  | Europa       | estàndard comercial britànic anterior a l'IBM-PC; les vendes a Alemanya es van aproximar a les del C64                                                                 |
| 1985           | Atari ST                   | EUA          | primer ordinador amb interfície musical MIDI endollat; també presentava 1 MB de RAM per menys de 1.000 US$                                                             |
| Juliol de 1985 | Commodore Amiga            | EUA          | xipset original Amiga per a gràfics i so; AmigaOS multitasca; popular en l'àrea de computació gràfica                                                                  |
| 1987           | Acorn Archimedes           | Europa       | basat en el processador ARM de 32 bits desenvolupat per Acorn; l'ordinador domèstic més potent de la seva classe, en el seu llançament                                 |

## Fabricants populars de microordinadors
| - Acorn - Amstrad - Apple - Atari | - Commodore - Sinclair - Tandy |